# 8194 Satake
8194 Satake este un asteroid din centura principală de asteroizi.

## Descriere
8194 Satake este un asteroid din centura principală de asteroizi. A fost descoperit pe 16 septembrie 1993 la Kitami de Kin Endate și Kazuro Watanabe. El prezintă o orbită caracterizată de o semiaxă mare de 2,34 ua, o excentricitate de 0,03 și o înclinație de 6,1° în raport cu ecliptica.